# Instamatic

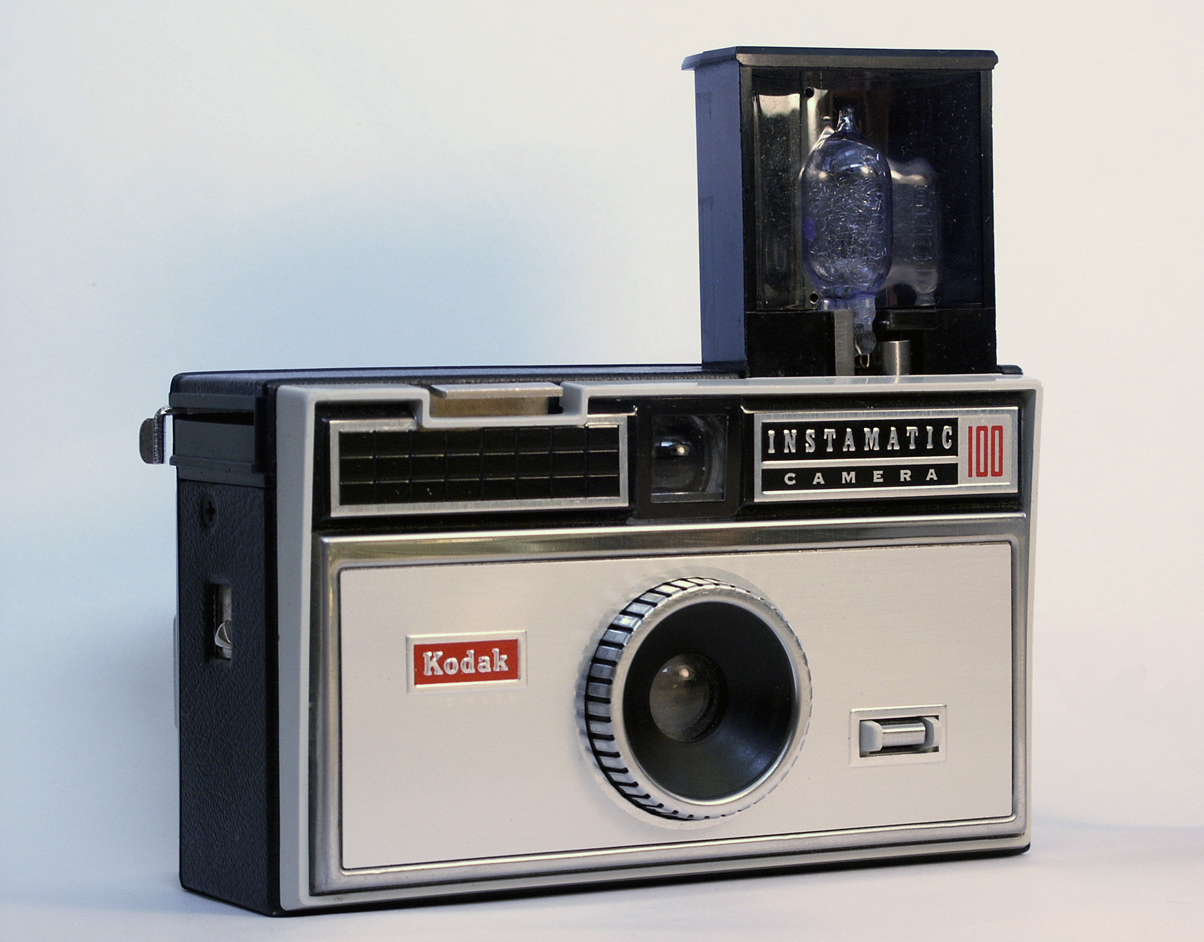
L'Instamatic 100, premier Instamatic vendu aux États-Unis.

Instamatic est une gamme d'appareils photo grand public abordables mis sur le marché par Kodak à partir de 1963. La première version utilisait un film 35 mm conditionné dans des cassettes et appelé Format 126 (système mis au point spécialement pour l'Instamatic). Une version « Pocket » sera introduite par Kodak en 1972, utilisant, elle, un film 16 mm, également en cassette.

## Format 126
Le film 35 mm à perforations spéciales protégé par un papier opaque est monté dans une cassette plastique destinée à le protéger et à en faciliter le chargement. À la fin du rouleau, il n'est pas nécessaire de rembobiner le film : Une fois le papier protecteur avancé jusqu'à ce qu'il disparaisse de la fenêtre au dos de l'appareil la cartouche est envoyée au laboratoire. L'absence de presse-film incorporé au chargeur a limité son utilisation à des appareils simples sauf de rares exceptions. Le compteur de vues est remplacé par une fenêtre au dos de l'appareil permettant de lire les chiffres imprimés sur le papier protecteur. Les vues sont d'un format carré de 28 mm de côté.
Les appareils utilisant ce format étaient très simples : généralement sans réglage de la mise au point ni réglage de l'ouverture avec, éventuellement, un ajustement simpliste de l'exposition par modification du temps de pose.
Le premier Instamatic a été l'Instamatic 50, en vente au Royaume-Uni en février 1963, un mois avant le modèle 100 qui est le premier vendu aux États-Unis. La vitesse d'obturation, fixée à 1/90e de seconde, est fixe, tout comme l'ouverture et la mise au point. Le 100 comprenait un flash coulissant pour ampoule-flash absent du modèle 50. De nombreux modèles seront développés au cours des années avec des finitions plus ou moins luxueuses et diverses options de réglages manuels ou automatiques, de la série de base 100/104 aux modèles automatiques 800/804.
Plus de 50 millions d'appareils Instamatic seront vendus entre 1963 et 1970.

## Format 110 (Pocket)
En 1972, Kodak présente le Pocket Instamatic, une série d'appareils au format 110. La cartouche 110 était conçue comme la cartouche 126 mais était beaucoup plus petite, ce qui permettait d'avoir un appareil très compact (d'où la dénomination « pocket » : « poche » en français). Le modèle le plus raffiné était le Pocket Instamatic 60 dont le boîtier était en acier inoxydable, celui-ci disposait d'une mise au point télémétrique et d'un contrôle d'exposition automatique.
Plus de 25 millions de Pocket Instamatics sont produits en trois ans et le format 110 restera populaire jusqu'aux années 1990.
Son défaut était la petite taille du négatif qui produisait une image de 13 × 17 mm, limitant la qualité lors d'agrandissements.

## Flashcube
Pour la photographie dans des conditions d'éclairage insuffisantes, les appareils Instamatic dont la désignation se terminait par « 04 » (comme le 104 ou le 804) pouvaient recevoir l'adjonction de Flashcubes. Il s'agissait d'un module cubique présentant une ampoule-flash sur chacun de ses flancs. Le Flashcube se montait par simple pression sur un système pivotant qui l'alimentait électriquement (une pile était nécessaire) : après chaque image, le mécanisme d'avance du film entraînait une rotation à 90° du cube, permettant l'usage d'une nouvelle ampoule-flash. Une fois les quatre éclairs déclenchés, le cube était jeté et remplacé.
En 1970, une nouvelle série d'Instamatic permet de recevoir le Magicube, un système similaire qui ne nécessite pas de batterie pour fonctionner. Les modèles Pocket en seront dotés.

## Court métrage
En 1963, est réalisé le court métrage The Triumph of Lester Snapwell de James Calhoun, avec Buster Keaton, pour promouvoir l'Instamatic 100.

## Galerie

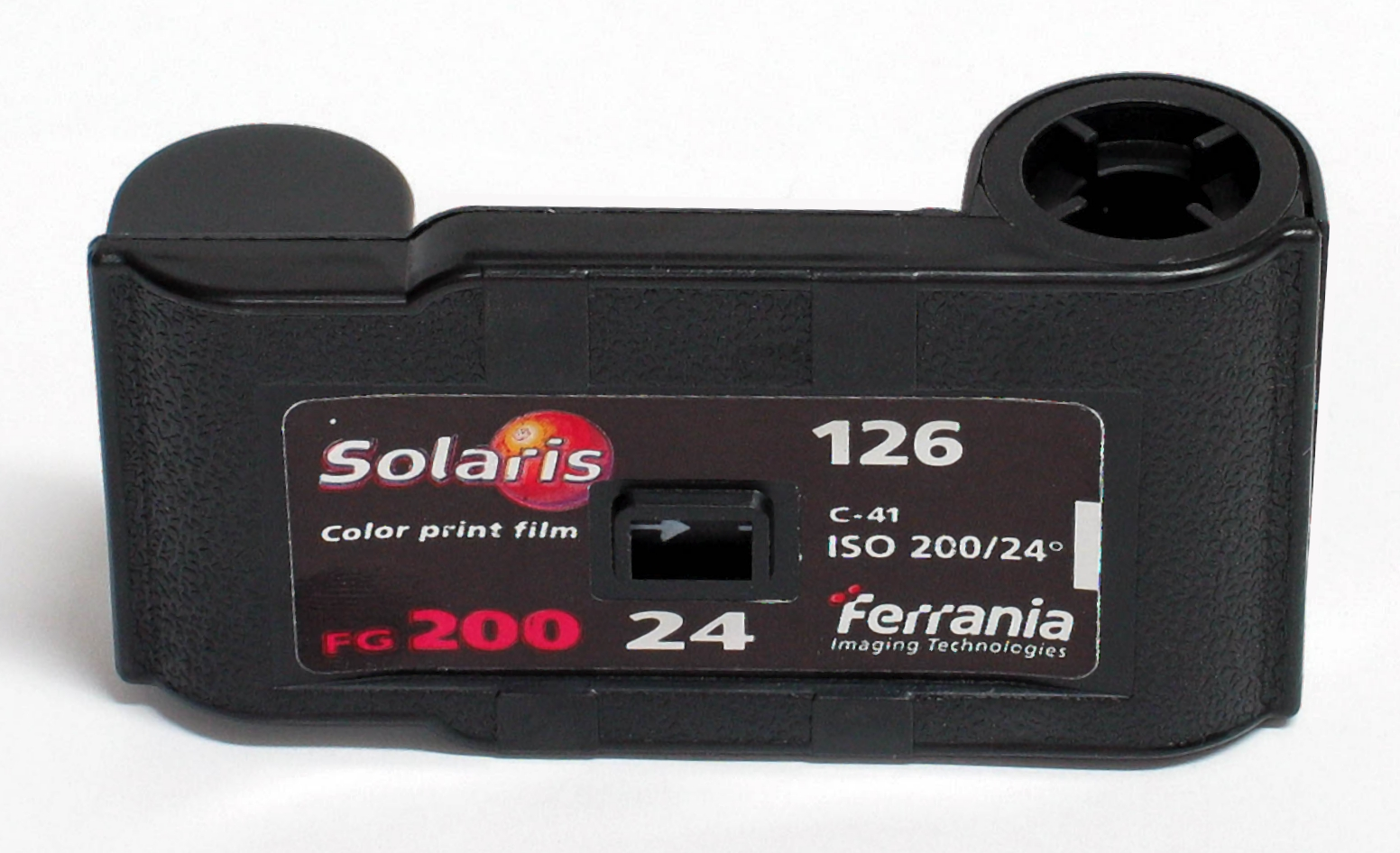
Cartouche de film 126
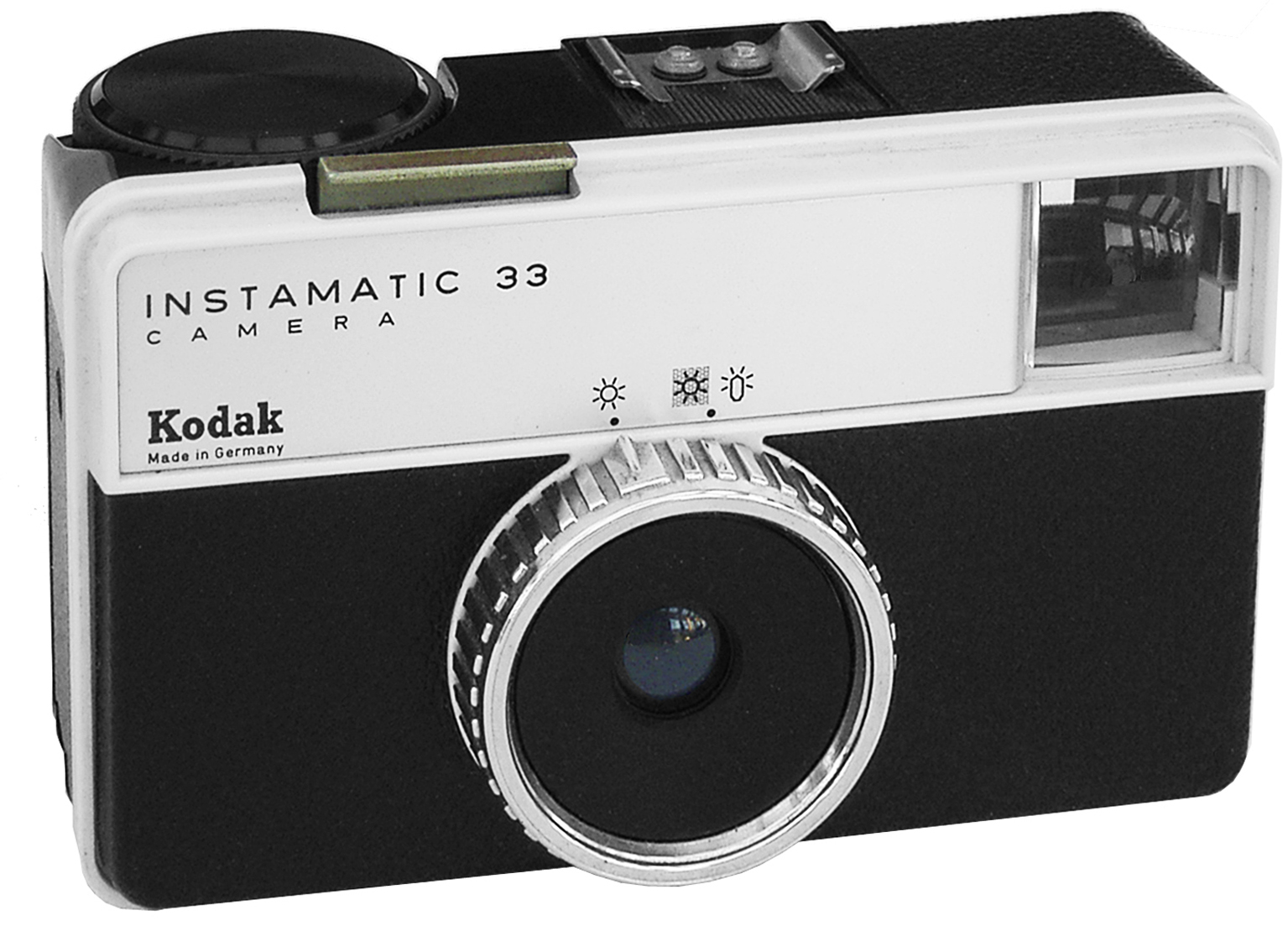
Un Instamatic 33
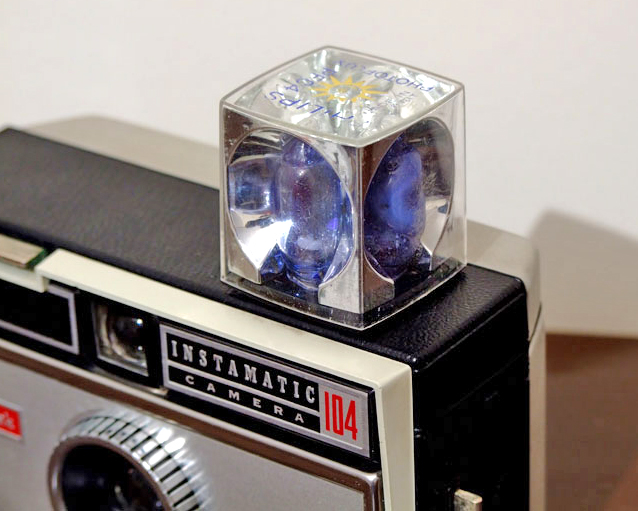
Un instamatic 104 et son Flashcube
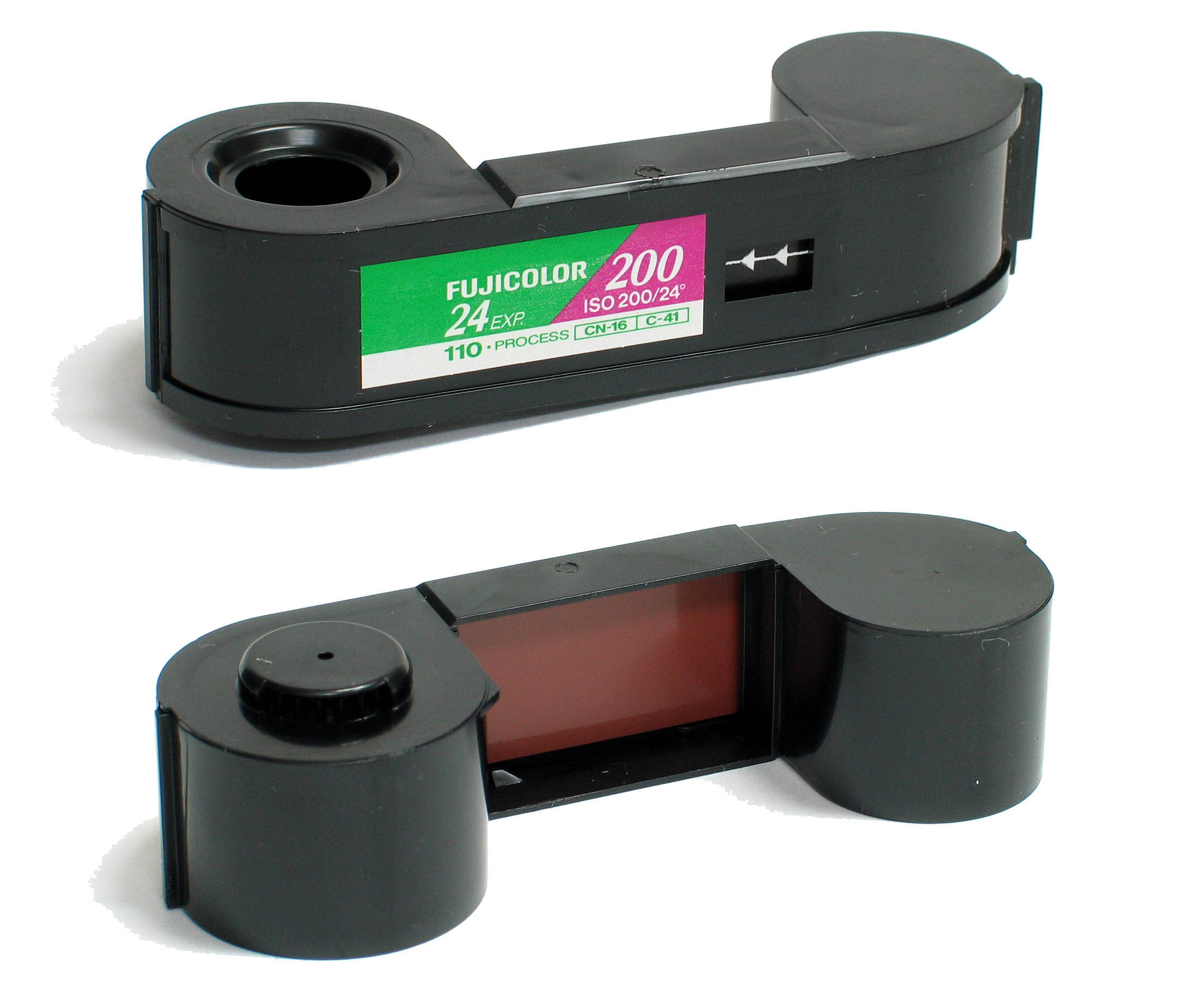
Cartouches de film Fujicolor au format 110
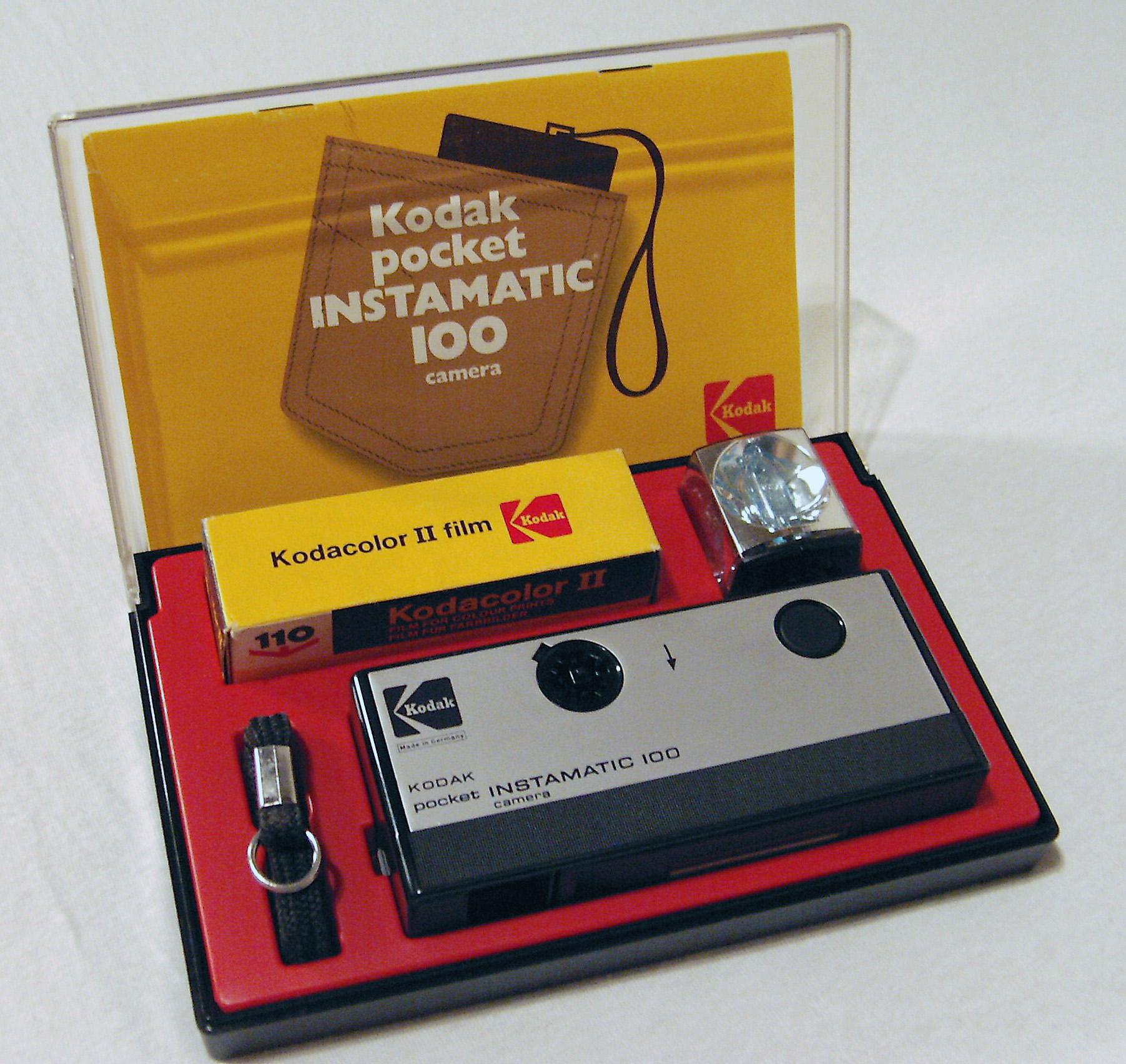
Coffret Pocket Instamatic 100
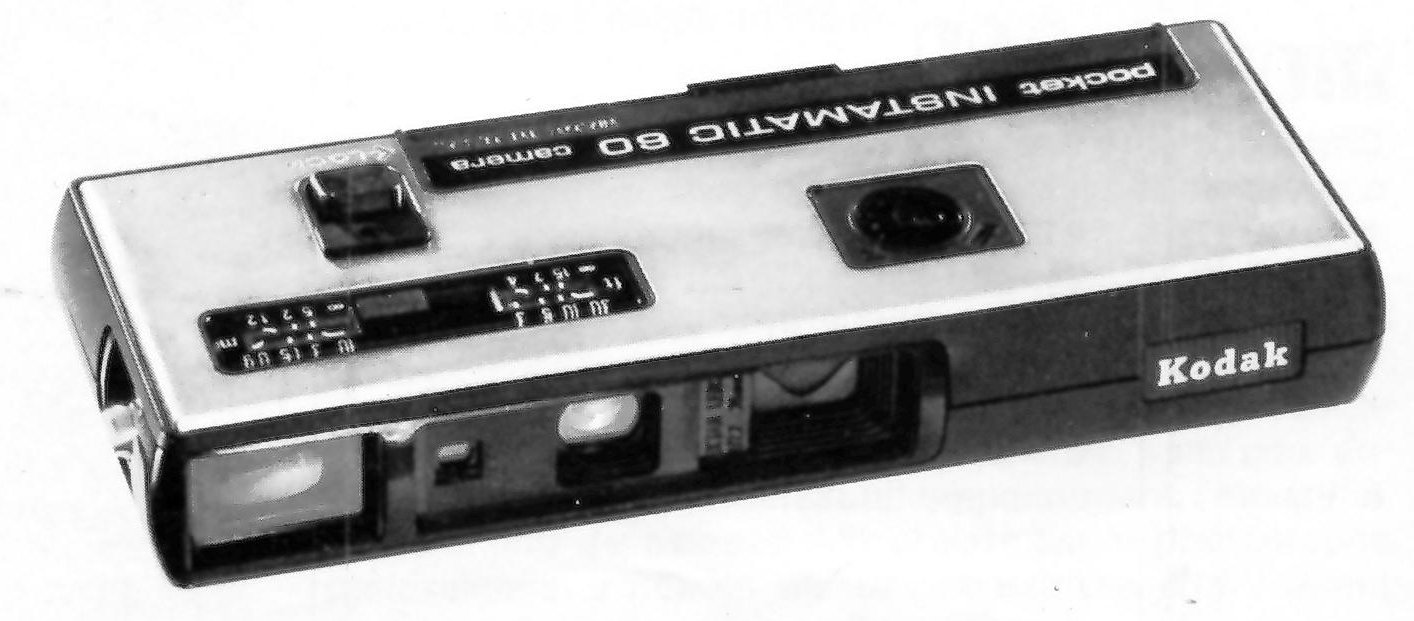
Un Pocket Instamatic 60